# Gamasomorpha simplex
Gamasomorpha simplex là một loài nhện trong họ Oonopidae.
Loài này thuộc chi Gamasomorpha. Gamasomorpha simplex được Eugène Simon miêu tả năm 1891.